# Dacelo
A Dacelo a madarak osztályának szalakótaalakúak (Coraciiformes) rendjébe, ezen belül a  jégmadárfélék (Alcedinidae) családjába tartozó nem.

## Rendszerezésük
A nemet William Elford Leach angol zoológus írta le 1815-ben, az alábbi 4 faj tartozik ide:
- gyöngyös kokabura (Dacelo tyro)
- vörhenyeshasú kokabura (Dacelo gaudichaud)
- bóbitás halción vagy kékszárnyú  kokabura  (Dacelo leachii)
- kacagójancsi vagy kacagó kokabura (Dacelo novaeguineae)

## Előfordulásuk
Ausztrália, Új-Guinea és az Aru-szigeteken honosak. Természetes élőhelyeik a szubtrópusi vagy trópusi erdők, cserjések és szavannák, víz közelében. Állandó, nem vonuló fajok.

## Megjelenésük
Testhosszuk 28-45 centiméter közötti.

## Életmódjuk
Ízeltlábúakkal és más gerinctelenekkel táplálkoznak, de gerinces állatokat is fogyasztanak.